# Abudefduf bengalensis
Abudefduf bengalensis, conosciuto comunemente come sergente del Bengala, è un pesce d'acqua salata appartenente alla famiglia Pomacentridae.

## Distribuzione e habitat
Questa specie è diffusa nell'Indo-Pacifico (dalle coste dell'India all'Australia). Abita le barriere coralline, lungo il reef e nelle acque basse delle lagune degli atolli, da -1 a -6 metri di profondità.

## Descrizione
Presenta un corpo alto, molto compresso ai fianchi, ovaloide, con profili dorsale e ventrale molto convessi. La pinna caudale è forcuta con lobi arrotondati, mentre le altre pinne hanno il vertice appuntito. La livrea è simile a Abudefduf sexfasciatus ma presenta più fasce nere: il fondo è biancastro, con 6-8 bande verticali che scendono dall'apice della dorsale e terminano sul ventre. La pinna caudale è biancastra, le altre pinne sono grigie. 

Raggiunge una lunghezza massima di 17 cm.

## Etologia
Vive da solo o in piccoli gruppi. Ha comportamento spiccatamente territoriale.

## Alimentazione
A. sexfasciatus si nutre di alghe, piccoli granchi e gasteropodi.

## Pesca
Anche se commestibile, è pescato solamente a livello locale.